# Tom Schalken
Thomas Martinus Christiaan Joseph (Tom) Schalken (Roosendaal, 18 maart 1944) is een jurist en voormalig raadsheer-plaatsvervanger bij het gerechtshof in Amsterdam.

## Opleiding
Schalken studeerde aanvankelijk aan de Katholieke Universiteit (nu Radboud Universiteit) te Nijmegen, maar begon in 1968 aan zijn rechtenstudie aan de Vrije Universiteit van Amsterdam. Hij promoveerde op de dissertatie Pornografie en strafrecht. Daarna was hij werkzaam bij het ministerie van justitie en vervolgens als advocaat-generaal en later als raadsheer-plaatsvervanger bij het gerechtshof van Amsterdam. Van 1987 tot 2006 was hij hoogleraar strafrecht aan de Vrije Universiteit.

## Betrokkenheid bij eerste Geert Wilders-proces
Schalken was een van de raadsheren van het Hof van Amsterdam dat opdracht gaf aan het Openbaar Ministerie om Geert Wilders alsnog te vervolgen. In het daarop volgende proces tegen Geert Wilders voor de rechtbank te Amsterdam werd deze rechtbank op 22 oktober 2010 door de advocaat van Wilders, Bram Moszkowicz, gewraakt.
De aanleiding voor het wrakingsverzoek was dat de rechtbank de arabist en getuige-deskundige Hans Jansen weigerde te horen over mogelijke beïnvloeding van Jansen door Schalken tijdens een etentje bij Bertus Hendriks.
Eind juni 2011 nam Schalken ontslag uit onvrede over zijn behandeling door de Amsterdamse rechtbank tijdens het proces Wilders, naar eigen zeggen om vrij te kunnen spreken. In een interview in de NRC van 2 juli 2011 gaf Schalken aan zich schandalig behandeld te voelen door de Amsterdamse rechtbank en dit na lang zwijgen eindelijk eens duidelijk te willen maken. Verder stelt hij in datzelfde interview "Ik was het zoenoffer voor Wilders" en haalt hij fel uit naar Bram Moszkowicz.